# Michail Borisovič Šein
Michail Borisovič Šein, in russo Михаил Борисович Шеин? (Mosca, 1570 circa – Mosca, 28 aprile 1634), è stato un generale russo, signore della guerra dello zar Michele. Nonostante i suoi numerosi successi militari, soccombette nell'Assedio di Smolensk (1609-1611) e venne condannato a morte per questa sconfitta. Il primo generalissimo russo, Aleksej Semënovič Šein, fu un suo pronipote.

## Biografia

### Rivolte e riconoscimenti
Negli anni 1602–1603 domò la rivolta dei contadini, e in quelli 1606–1607, la rivolta di Ivan Isaevič Bolotnikov. A seguito di questi successi nel 1605 venne promosso okol'ničij, e agli inizi del 1607 boiardo. Nel 1607 venne poi nominato voivoda di Smolensk.

### Primo assedio di Smolensk
Šein divenne molto importante dal 1607, quando venne elevato al rango di boiardo e inviato a governare l'importante città occidentale di Smolensk; in questo ruolo si trovò a comandare il contingente militare russo nei 20 mesi di assedio a cui la Confederazione Polacco-Lituana sottopose la città. Intorno alla mezzanotte del 3 giugno 1611, i polacco-lituani, guidati da un traditore, irruppero nella fortezza. Šein oppose una fiera resistenza, ma dovette alla fine capitolare alle forze del generale polacco Potocki. Egli venne torturato al fine di estorcergli l'indicazione del luogo in cui era stato nascosto il favoloso tesoro della città e a seguito del suo rifiuto venne tenuto prigioniero a Varsavia, assieme alla sua famiglia, per i nove anni successivi.
Šein poté tornare a Mosca nel 1619, assieme a un altro illustre prigioniero, il Patriarca Filarete. Susseguentemente, divenne uno dei più ascoltati e fidi consiglieri. Nel corso degli anni 1620, Šein diresse quello che ai giorni nostri si direbbe il ministero della guerra e prese parte a numerosi negoziati segreti. La fama della sua condotta a Smolensk lo rese un personaggio di primo piano alla corte russa.

### Secondo assedio di Smolensk
Le nuove ostilità contro la Confederazione Polacco-Lituana scoppiarono nel 1632, e Šein venne inviato, a capo dell'armata russa, allo scopo di riprendere la città di Smolensk e liberarla dal controllo polacco. L'assedio durò dieci mesi, e la vittoria non sembrava molto distante, quando re Ladislao IV con una piccola forza riuscì ad allontanare i russi dalle mura di Smolensk ed a catturare i loro rifornimenti a Dorogobuž. Gli ufficiali stranieri di Šein litigarono l'un con l'altro, le loro truppe vennero decimate da epidemie e una gran parte dei soldati russi disertò tornando a casa. La posizione di Šein divenne molto pericolosa, poiché i rinforzi lungamente attesi erano rimasti attardati a Možajsk. Il 15 febbraio 1634 egli fu costretto a capitolare all'esercito del nemico, tra la costernazione dallo zar e dei boiardi che non potevano credere di aver perso una guerra ritenuta già pressoché vinta.

### Condanna a morte
Tornato a Mosca, Šein venne accusato di incompetenza e alto tradimento e portato davanti alla Duma dei Boiardi. Venne giudicato colpevole e condannato a morte il 28 aprile 1634. Le sue proprietà vennero confiscate e la sua famiglia esiliata.